# Cristal
« Cristaux » redirige ici. Pour les articles homophones, voir Christo et Cristo.
Pour les articles homonymes, voir Cristal (homonymie).

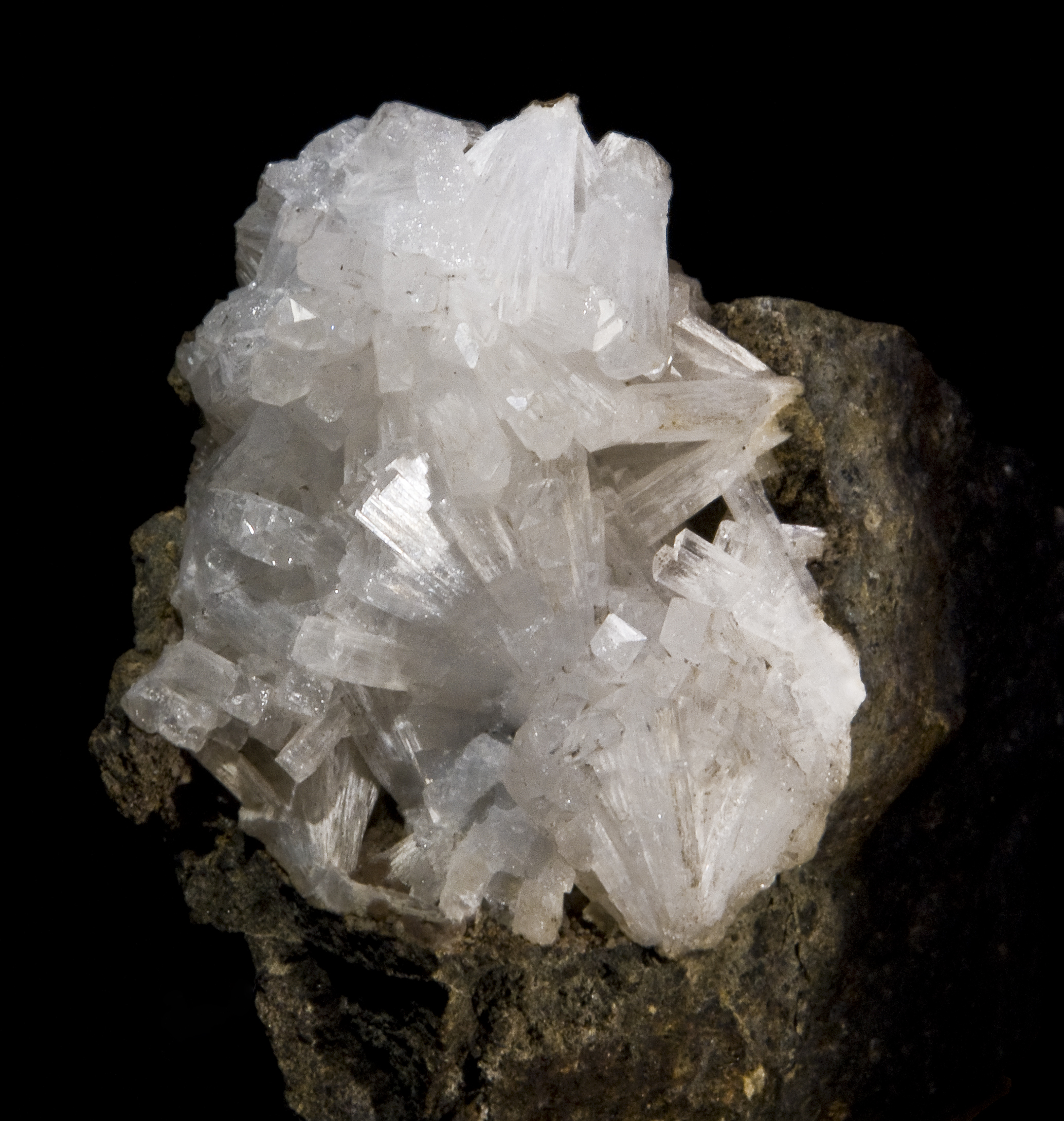
Cristaux.

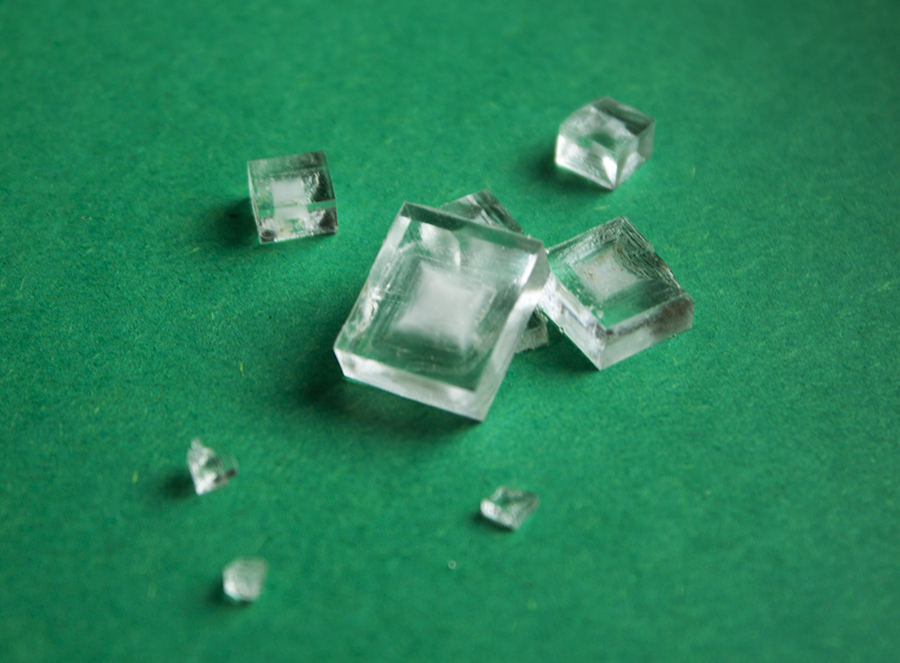
Cristaux de sel obtenus par cristallisation lente dans une saumure à température ambiante.

Un cristal est un solide dont les constituants (atomes, molécules ou ions) sont assemblés de manière régulière, par opposition au solide amorphe. Par « régulier », on veut généralement dire qu'un même motif est répété à l'identique un grand nombre de fois selon un réseau régulier, la plus petite partie du réseau permettant de recomposer l'empilement étant appelée une « maille ».
Les cristaux les plus communs sont la neige, le sucre, les sels, les silicates, les oxydes, les sulfures, les métaux et les pierres précieuses (gemmes).
On appelle « phénocristal » ou « monocristal » un cristal de taille telle qu'il est visible à l'œil nu. La plupart des solides cristallisés sont polycristallins, c'est-à-dire qu'ils sont composés de plusieurs microcristaux accolés (ou cristallites). Un monocristal dont l'une des dimensions est inférieure à 100 nm est une nanoparticule, aussi appelée « nanocristal ». Il arrive que cette dimension soit réduite à une seule couche d'atomes, par exemple avec le graphène.
Un cristal idéal ne comporte pas de défauts cristallins, mais les cristaux réels sont loin de cette perfection. Au-delà d'une certaine concentration des défauts, le concept de structure cristalline cesse d'être utile et l'on considère que c'est un matériau amorphe tel que le verre. L'état amorphe s'apparente fortement à l'état liquide mais il existe aussi des cristaux liquides.
Selon l'Union internationale de cristallographie, tout solide dont le diffractogramme est essentiellement discret est un cristal. Sur la base d'une propriété structurelle essentielle, cette définition englobe les cristaux classiques mais aussi les quasi-cristaux. Les propriétés des cristaux s'expliquent par leur composition atomique et l'arrangement spatial des atomes qui le constituent.

## Historique
L'émerveillement procuré par les cristaux est loin d'être récent. Déjà les Égyptiens connaissaient la turquoise et les gemmes (diamant, saphir, émeraude, rubis) étaient très appréciés dans l'Antiquité. Strabon invente le mot Krystallos pour désigner le quartz. Les cristaux ont toujours fasciné tant par leur aspect translucide et coloré que par leur forme facettée. Ces deux aspects sont intimement liés aux propriétés physiques des cristaux et au fait qu'ils soient ordonnés. Cependant, cet ordre est resté fort longtemps incompris. L'histoire de la cristallographie s'étale principalement sur deux siècles (XIXe et XXe siècles).
À partir de la fin du XVIIIe siècle, l'approche que l'on a du monde des cristaux est d'ordre purement géométrique, inspirée en cela par l'extrême rigidité du monde minéral. Domaine réservé tout d'abord aux naturalistes, la cristallographie prend son envol en France essentiellement au cours des XIXe et XXe siècles et est marquée principalement par trois figures : Jean-Baptiste Romé de L'Isle, René Just Haüy et Auguste Bravais.

### Science classique des cristaux
Romé de L'Isle, en reprenant les travaux de Sténon, remarque en 1772 que, bien que les faces des cristaux soient en général de tailles différentes du fait même de leur croissance, deux faces adjacentes forment toujours entre elles des angles égaux. Cette loi tout à fait générale ouvre la voie à une description unique de l'ensemble des cristaux en termes purement géométriques. Cependant, il n'arrive pas à déterminer l'ensemble des formes à partir de ce principe unique.

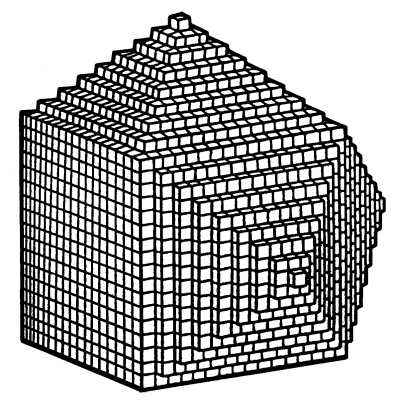
Construction de Haüy.

L'abbé René Just Haüy réalise le bond en avant, par une découverte fortuite. En faisant tomber un cristal de calcite, il découvre qu'en se brisant, les fragments de tailles différentes présentent toujours le même caractère de facette que le cristal d'origine. Haüy en déduit que le cristal d'origine peut être décrit par un empilement de « molécules » semblables, qu'il nomme « molécules intégrantes ». Ces dernières, de forme parallélépipédique, s'emboîtent parfaitement pour constituer un solide homogène. D'après ce principe, la forme d'un cristal dépend du nombre d'éléments qui le composent, de sorte que les faces du cristal sont formées de minuscules gradins. En effectuant ainsi ce qu'il appelle le « décroissement égal sur tous les sommets », qui consiste simplement à enlever des parallélépipèdes en nombre décroissant à partir des sommets ou d'une arête de la forme complète, il explique un grand nombre de formes naturelles (par exemple, à partir d'un cube, on peut par décroissement à partir des sommets obtenir une morphologie octaédrique, comme celle de la fluorine). Il retrouve ainsi la loi de Romé de L'Isle sur la constance des angles, puisque dans un empilement les angles sont conservés, et explique du même coup la notion de clivage.
Son travail ne s'arrête pas là puisqu'il trouve de façon mathématique que beaucoup de formes idéalisées peuvent être décrites par trois types de parallélépipèdes, dits « primitifs ». Du même coup, il montre l'impossibilité de construire un cristal avec des prismes pentagonaux, octogonaux. Gabriel Delafosse, élève d'Haüy, remplace le terme de « molécule intégrante » par celui de « maille élémentaire », terme qui passera à la postérité. Cependant, les déductions d'Haüy ne sont pas complètes pour décrire l'ensemble des structures cristallographiques. Ceci conduit à la définition du cristal, plus précisément du réseau cristallin, comme étant la répétition d'une maille élémentaire dans les trois directions de l'espace, avec la notion de pavage : un cristal est un objet périodique.
Les travaux d'Haüy sont repris par Weiss, lequel recense les faces d'un cristal par rapport à des éléments de symétrie. Ce principe très important en physique guide toute la cristallographie. Ainsi, pour passer d'une face à l'autre, il est possible d'appliquer une opération de symétrie qui peut être une rotation, une inversion par rapport à un centre.
En 1848, Auguste Bravais publie une étude purement mathématique sur la classification des cristaux. Il décrit l'ensemble des structures possédant des symétries d'orientation compatibles avec la triple périodicité des cristaux dans les trois directions de l'espace (symétrie de translation). Il trouve ainsi 32 classes de symétrie réparties en 14 types de réseaux, les réseaux de Bravais, que l'on peut regrouper en 7 systèmes définissant la forme de la maille élémentaire. Cette analyse affirme simplement que l'on ne peut disposer les points d'un réseau de façon arbitraire, comme dans le cas plus simple d'un réseau de surface plane (les résultats se généralisent à 3D).

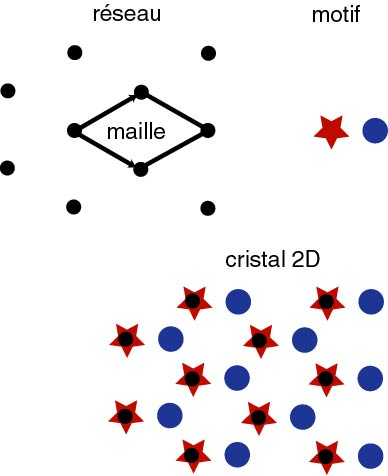
Réseau + motif = cristal.

L'ère purement géométrique venait de finir, elle avait permis la classification exhaustive de l'ensemble des structures, restait à savoir ce qu'était véritablement une structure réelle. En cette fin de XIXe siècle, la physique est en ébullition tant le concept d'atome bouleverse les règles établies. La théorie atomiste naissante est en partie bâtie à partir des conclusions fournies par la cristallographie. Gabriel Delafosse, en introduisant le concept de maille, avait déjà pressenti que l'on pouvait dissocier organisation et composant élémentaire : le cristal peut être décrit par une maille élémentaire associée à un motif atomique.
La découverte de la nature réticulaire des cristaux, c'est-à-dire le fait que l'on puisse décrire les structures comme un ensemble de familles de plans (un empilement de couches d'atomes), chaque plan d'une même famille étant séparé d'une distance constante, la distance interréticulaire, a des conséquences importantes. Elle est due à Max von Laue qui découvre que les rayons X sont diffractés par la matière cristalline. Ce phénomène a lieu lorsque la taille de la fente par laquelle on fait traverser un rayonnement est de l'ordre de la longueur d'onde. Pour un cristal, la distance entre deux plans est de l'ordre de la distance entre atomes, c'est-à-dire 1/10 de milliardième de mètre. Dans ce cas, pour obtenir le phénomène de diffraction, il faut un rayonnement dont la longueur d'onde est très courte. Cette condition est réalisée par les rayons X, qui permettent de sonder la matière. En particulier, lorsqu'on éclaire un cristal dans une orientation particulière, le rayonnement n'est diffracté que dans des directions spécifiques : on obtient des clichés dits « de diffraction », un réseau de taches qui a les mêmes symétries que le cristal.

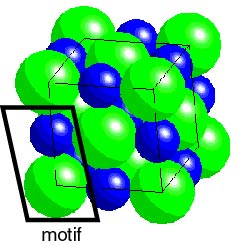
Maille du chlorure de sodium : un ion chlorure (vert) et un ion sodium (bleu) forment le motif élémentaire qui se retrouve aux sommets et au centre des faces d'un cube.

Le travail de caractérisation des structures cristallines est alors engagé par William Lawrence Bragg, aidé par son père Sir William Henry Bragg (découverte pour laquelle ils reçoivent le prix Nobel en 1915) et se développe avec un grand succès.
Il est ainsi possible d'identifier un grand nombre de structures. Par exemple, les métaux qui cristallisent sont identifiés selon trois types de réseaux : cubique centré (fer, chrome), cubique à faces centrées (aluminium, cuivre), et hexagonal compact (zinc, titane). D'autres structures cristallisent aussi. C'est par exemple les protéines, les virus. L'exemple le plus célèbre est celui de la molécule d'ADN, constituant élémentaire de nos cellules. En 1953, Crick et Watson découvrent la structure en double hélice de cette molécule grâce à l'analyse des clichés de diffraction de la molécule cristallisée, réalisés dans l'ombre par R. Franklin.
Le sel de mer est lui aussi un cristal : celui de chlorure de sodium (NaCl), qui cristallise selon un réseau cubique à faces centrées. Dans ce cas, on comprend mieux la notion de maille et de motif se répétant dans la maille.

### Science contemporaine des cristaux
Au début des années 1980, travaillant sur un alliage d'aluminium et de manganèse rapidement solidifié, Dan Shechtman obtient un spécimen cristallin qui présente un cliché de diffraction très particulier. Le cliché est très net, ce qui indique une structure cristalline, mais il présente une symétrie pentagonale qui est impossible selon la théorie établie. Différentes explications sont avancées, mais bientôt, il faut se rendre à l'évidence : une nouvelle variété de cristaux a été découverte. Ce sont les quasi-cristaux. Trois autres chercheurs, Ilan Blech, John-Werner Cahn et Denis Gratias, ont signé avec Schechtman l'article fondateur, paru en 1984. Cette publication signale le début d'une véritable révolution scientifique : d'abord une controverse, bientôt suivie par un renversement d'opinion, et la découverte rétrospective des cas occultés auparavant. Les cristaux classiques et bien connus sont depuis considérés comme un cas particulier : ce sont des cristaux périodiques. les cristaux apériodiques sont dans une autre catégorie, qui inclut les cristaux incommensurables reconnus avant la découverte de ceux qu'on appelait « quasi-cristaux ». Au début des années 1990, l'Union internationale de cristallographie a adopté une nouvelle définition de son objet principal, le cristal. Ainsi, on admet maintenant que la périodicité est une composante suffisante mais non nécessaire à l'ordre cristallin.

## Cristallisation

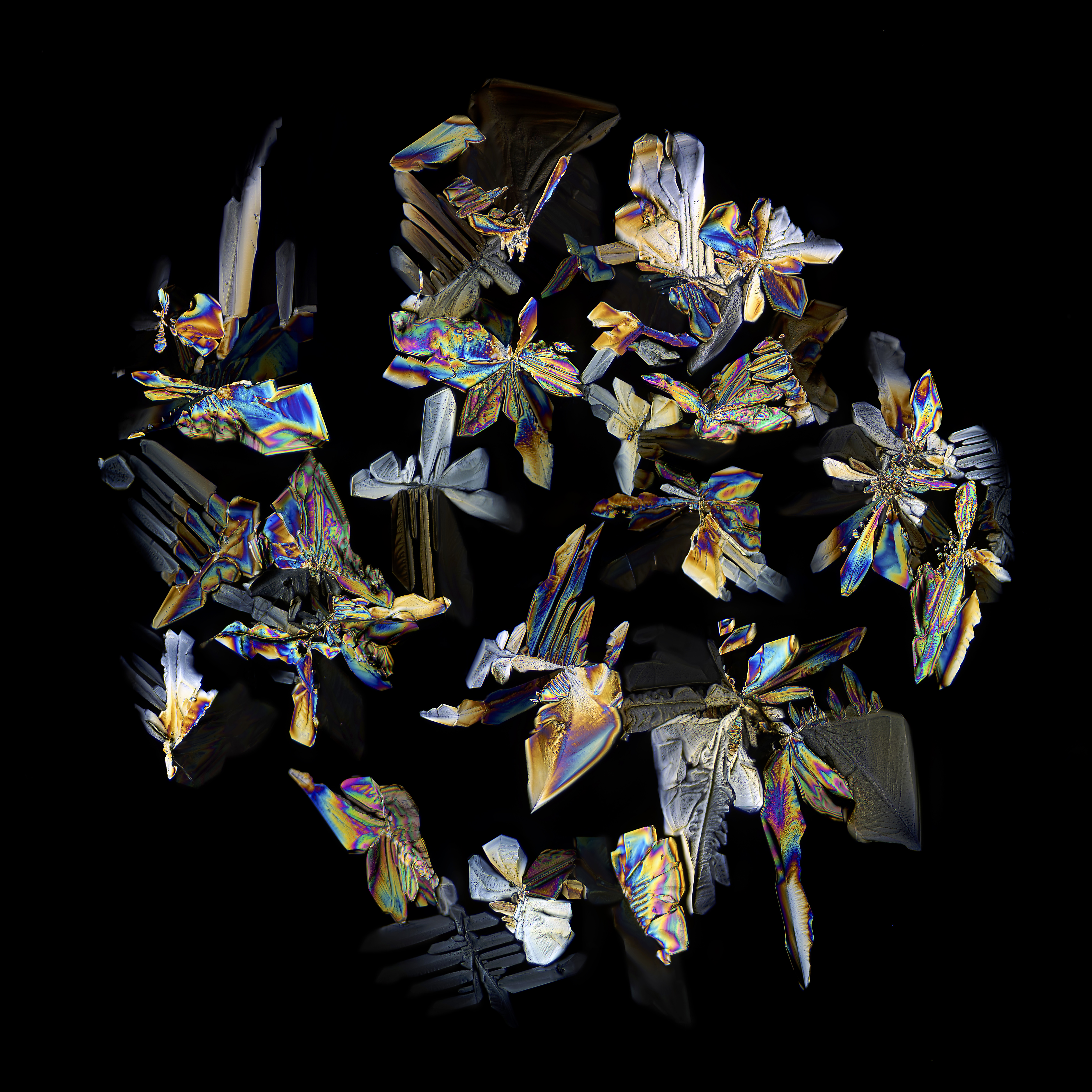
Cristaux, principalement de sucre, vus au microscope, obtenus lors de l'évaporation de Coca-Cola.

Un cristal se forme si la température d'une coulée descend assez lentement sous le point de fusion et que le mouvement thermique des différents atomes atteint une valeur si faible que les connexions réciproques ne peuvent plus être fracturées par des oscillations — on vient en formation d'un treillis uniforme qui est marqué par un ordre à distance. Ce treillis uniforme a une plus faible enthalpie libre que le verre amorphe, qui se dispose seulement selon un ordre local (la disposition locale des atomes ne se répète pas régulièrement dans un verre). On qualifie ce processus de cristallisation.
Dans les cas où la température d'une coulée descend rapidement, différents phénomènes sont observés et les solides ainsi obtenus peuvent avoir des propriétés bien particulières.